# Vyšný Skálnik
Vyšný Skálnik (in ungherese: Felsősziklás) è un comune della Slovacchia facente parte del distretto di Rimavská Sobota, nella regione di Banská Bystrica.